# Adrian Stoian
Adrian Marius Stoian (ur. 11 lutego 1991 w Krajowie) – rumuński piłkarz grający na pozycji skrzydłowego. Zawodnik Crotone.

## Kariera klubowa
W 2006 roku dołączył do akademii piłkarskiej prowadzonej przez byłego piłkarza, Gheorghe Popescu.
W 2008 roku przeniósł się do AS Romy. 21 marca 2009 roku zadebiutował w Serie A z Juventusem, gdy wszedł na końcówkę spotkania.
Sezon 2010/11 spędził na wypożyczeniu w Pescarze, ale nie zrobił wielkiego wrażenia z powodu kontuzji, która uniemożliwiła mu grę przez większą część sezonu.
5 sierpnia 2011 roku został wypożyczony na cały sezon do AS Bari. W grudniu strzelił dwie bramki przeciwko Brescii. 14 stycznia 2012 roku strzelił bramkę z AS Varese. Sezon zakończył z dorobkiem pięciu goli w 31 spotkaniach.
Latem 2012 roku po znakomitym sezonie w Serie B, podpisał kontrakt z Chievo Werona, która wykupiła 50% praw do zawodnika za 500 tysięcy euro.

## Kariera reprezentacyjna
W reprezentacji Rumunii zadebiutował 4 czerwca 2013 roku w meczu towarzyskim z reprezentacją Trynidadu i Tobago.